# Дражовце
Дражовце (слч. Drážovce) насељено је мјесто са административним статусом сеоске општине (слч. obec) у округу Крупина, у Банскобистричком крају, Словачка Република.

## Становништво
| Година:    | 1994. | 2004.   | 2014.    | 2024.    |
| ---------- | ----- | ------- | -------- | -------- |
| Број људи: | 127   | 120     | 145      | 117      |
| Разлика:   |       | -5,51 % | +20,83 % | -19,31 % |

| Година:    | 2023. | 2024. |
| ---------- | ----- | ----- |
| Број људи: | 117   | 117   |
| Разлика:   |       | +0 %  |

Према подацима о броју становника из 2024. године насеље је имало 117 становника.